# Кубок світу з біатлону 2011—2012, естафета, чоловіки
Естафетний залік Кубка світу з біатлону 2011–12 серед чоловіків підбивається за підсумками чотирьох естафетних гонок, перша з яких відбулася 11 грудня 2011 в Гохфільцені в рамках другого етапу Кубку світу, а остання відбудеться в рамках чемпіонату світу в Рупольдінгу. У сезоні 2010-2011 титул найкращої естафетної команди виборола збірна Норвегії.

## Формат
В естафеті від кожної команди змагаються чотири біатлоністи, кожен з яких пробігає три кола загальною довжиною 7,5 км, виконуючи дві стрільби з положення лежачи й стоячи. На кожній стрільбі біатлоніст повинен влучити в п'ять мішеней. Для цього він має 8 патронів, але спочатку в магазині тільки п'ять, додаткові патрони спортсмен повинен заряджати по одному. За кожну нерозбиту мішень біатлоніст повинен пробігти штрафне коло завдовжки 150 м. Гонка проводиться із загальним стартом. Першу стрільбу першого етапу біатлоністи повинні виконувати на установках, визначених їхнім стартовим номером. Надалі біатлоністи виконують стрільбу з установки, яка відповідає поточному місцю в гонці.

## Призери сезону 2010–11
| Медаль  | Країна    | Очки |
| ------- | --------- | ---- |
| Золото: | Норвегія  | 216  |
| Срібло: | Німеччина | 199  |
| Бронза: | Україна   | 163  |

## Переможці та призери
| Етап:                                                                         | Золото:                                                                     | Час                                                       | Срібло:                                                           | Час                                                       | Бронза:                                                                 | Час                                                       |
| Гохфільцен Протокол [Архівовано 5 вересня 2012 у WebCite]                     | Норвегія Руне Братсвеен Ларс Бергер Еміль Хегле Свендсен Тар'єй Бо          | 1:14:52.9 (0+1) (0+3) (0+0) (1+3) (0+0) (0+0)             | Росія Антон Шипулін Андрій Маковєєв Євген Устюгов Дмитро Малишко  | 1:15:06.8 (0+0) (0+0) (0+0) (0+1) (0+1) (0+1) (0+2) (0+0) | Франція Венсан Же Сімон Фуркад Алексі Беф Мартен Фуркад                 | 1:15:23.9 (0+0) (0+2) (0+0) (0+0) (0+1) (0+0) (0+2) (0+1) |
| Обергоф Протокол [Архівовано 9 вересня 2012 у WebCite]                        | Італія Крістіан Де Лоренці Маркус Віндіш Домінік Віндіш Лукас Гофер         | 1:30:49.1 (0+0) (0+1) (0+1) (0+1) (0+0) (0+1)             | Росія Антон Шипулін Євген Гаранічев Євген Устюгов Олексій Волков  | 1:30:55.2 (0+0) (0+2) (0+2) (0+3) (0+0) (2+3) (0+2) (0+1) | Швеція Тобіас Арвідсон Б'єрн Феррі Фредрик Ліндстрем Карл Юхан Бергман  | 1:31:21.8 (0+0) (0+0) (0+0) (0+1) (0+3) (0+1)             |
| Антерсельва Протокол [Архівовано 9 вересня 2012 у WebCite]                    | Франція Жан-Гійом Беатрікс Сімон Фуркад Алексі Беф Мартен Фуркад            | 1:12:14.7 (0+1) (0+0) (0+1) (0+2) (0+0) (0+1) (0+1) (0+1) | Німеччина Міхаель Реш Андреас Бірнбахер Флоріан Граф Арнд Пайффер | 1:12:26.7 (0+1) (0+1) (0+0) (0+2) (0+1) (0+1) (0+0) (1+3) | Австрія Сімон Едер Тобіас Еберхард Даніель Мезотіч Домінік Ландертінгер | 1:12:56.4 (0+0) (0+1) (0+0) (0+2) (0+1) (0+3) (0+1) (0+1) |
| Чемпіонат світу 2012 Протокол [Архівовано 10 березня 2012 у Wayback Machine.] | Норвегія Уле-Ейнар Б'єрндален Руне Братсвеен Тар'єй Бо Еміль Хегле Свендсен | 1:17:26.8 (0+0) (1+3) (0+0) (0+2) (0+1) (0+1) (0+0) (0+0) | Франція Жан-Гійом Беатрікс Сімон Фуркад Алексі Беф Мартен Фуркад  | 1:17:56.5 (0+1) (0+1) (0+1) (0+0) (0+2) (0+3)             | Німеччина Сімон Шемпп Андреас Бірнбахер Міхаель Грайс Арнд Пайффер      | 1:18:19.8 (0+0) (0+1) (0+1) (0+3) (0+2) (0+0) (0+1) (0+2) |

## Нарахування очок
| Місце | 1  | 2  | 3  | 4  | 5  | 6  | 7  | 8  | 9  | 10 | 11 | 12 | 13 | 14 | 15 | 16 | 17 | 18 | 19 | 20 | 21 | 22 | 23 | 24 | 25 | 26 | 27 | 28 | 29 | 30 | 31 | 32 | 33 | 34 | 35 | 36 | 37 | 38 | 39 | 40 |
| ----- | -- | -- | -- | -- | -- | -- | -- | -- | -- | -- | -- | -- | -- | -- | -- | -- | -- | -- | -- | -- | -- | -- | -- | -- | -- | -- | -- | -- | -- | -- | -- | -- | -- | -- | -- | -- | -- | -- | -- | -- |
| Очки  | 60 | 54 | 48 | 43 | 40 | 38 | 36 | 34 | 32 | 31 | 30 | 29 | 28 | 27 | 26 | 25 | 24 | 23 | 22 | 21 | 20 | 19 | 18 | 17 | 16 | 15 | 14 | 13 | 12 | 11 | 10 | 9  | 8  | 7  | 6  | 5  | 4  | 3  | 2  | 1  |

## Таблиця
| #  | Збірна          | ГОХ | ОБЕ | АНТ | ЧС | Разом |
| -- | --------------- | --- | --- | --- | -- | ----- |
| 1  | Франція         | 48  | 36  | 60  | 54 | 198   |
| 5  | Норвегія        | 60  | 40  | 30  | 60 | 190   |
| 3  | Росія           | 54  | 54  | 43  | 38 | 189   |
| 4  | Німеччина       | 38  | 43  | 54  | 48 | 183   |
| 5  | Австрія         | 40  | 38  | 48  | 40 | 166   |
| 6  | Італія          | 29  | 60  | 29  | 43 | 161   |
| 7  | Швеція          | 43  | 48  | 40  | 25 | 156   |
| 8  | Білорусь        | 34  | 28  | 38  | 30 | 130   |
| 9  | Україна         | 31  | 31  | 34  | 34 | 130   |
| 10 | Чехія           | 36  | 32  | 27  | 32 | 127   |
| 11 | США             | 32  | 30  | 31  | 31 | 124   |
| 12 | Словенія        | 30  | 34  | 32  | 27 | 123   |
| 13 | Швейцарія       | 28  | 23  | 29  | 36 | 116   |
| 14 | Словаччина      | 25  | 25  | 26  | 29 | 105   |
| 15 | Болгарія        | 27  | 29  | 22  | 24 | 102   |
| 16 | Естонія         | 23  | 24  | 23  | 23 | 93    |
| 17 | Японія          | 22  | 27  | 24  | 18 | 91    |
| 18 | Канада          | 26  | —   | 36  | 28 | 90    |
| 19 | Латвія          | 18  | 26  | 21  | 22 | 87    |
| 20 | Польща          | 24  | 22  | 25  | 19 | 87    |
| 21 | Литва           | 19  | 21  | 20  | 20 | 80    |
| 22 | Велика Британія | 16  | 20  | 19  | 13 | 68    |
| 23 | Фінляндія       | 20  | 19  | —   | 21 | 60    |
| 24 | Казахстан       | 24  | —   | —   | 26 | 50    |
| 25 | Сербія          | —   | —   | 18  | 16 | 34    |
| 26 | КНР             | 17  | —   | —   | 17 | 34    |
| 27 | Румунія         | —   | —   | 17  | —  | 17    |
| 28 | Бельгія         | —   | —   | —   | 15 | 15    |
| 29 | Південна Корея  | —   | —   | —   | 14 | 14    |
| 30 | Хорватія        | —   | —   | —   | 12 | 12    |